# Bartosz Paprocki

Jastrzębiec, Wappen der Paprocki

Bartosz Paprocki (auch Bartholomäus Paprocky oder Bartholomew Paprocki, polnisch Bartłomiej Paprocki, tschechisch Bartoloměj Paprocký z Hlahol a Paprocké Vůle; * 1540/1543 bei Sierpc; † 27. Dezember 1614 in Lemberg, Polen, heute Ukraine) war ein polnischer und tschechischer Schriftsteller, Historiker, Übersetzer, Dichter, Heraldiker und Pionier der polnischen und tschechischen Genealogie.

## Leben
Bartosz Paprocki wurde im Dobriner Land im Jahre 1543 (oder 1540) als Sohn von Jędrzej Paprocki und Elżbieta von Jeżew (Elżbieta Jeżewska) geboren. Die Paprockis gehörten als Familie dem polnischen Adel an, die das Wappen der Gemeinschaft Jastrzębiec getragen hatte. Er studierte an der Jagiellonen-Universität in Krakau, schrieb schon früh Gedichte und widmete sich der Geschichtsschreibung und der Heraldik. Im Jahre 1577 beteiligte er sich an der Schlacht und der Belagerung von Danzig und war Mundschenk (polnisch Podczaszy) von Dobrzyń. 1584 wurde, erstmals in einem Buch, Boleslaw I. Chrobry von Paprocki benannt.
Paprocki heiratete eine reiche, ältere Frau namens Jadwiga Kossobudzka, eine Tochter eines Kastellans von Sierpc, die etwa im Jahre 1572 verstarb. Die Ehe verlief angeblich nicht glücklich und blieb kinderlos. Paprocki wurde von seiner Frau tyrannisiert und er blieb nach ihrem Tod sein ganzes Leben lang über ein Frauenhasser.
In den siebziger/achtziger Jahren des 16. Jahrhunderts schlug er sich auf die Seite der Katholischen Partei und unterstützte die Kandidatur von Maximilian II. für den polnischen Thron. Nachdem sich Maximilian nach der Doppelwahl 1574/1575 im Kampf um die polnische Krone nicht gegen Stephan Báthory hatte durchsetzen können, musste Paprocký im Jahre 1588 aus Polen nach Mähren fliehen.
Paprocki blieb über 22 Jahre lang in Mähren und Böhmen. Er lernte die tschechische Sprache und schrieb neben neuen Gedichten über die Geschichte und die Wappen von Böhmen und Mähren. Außerdem übersetzte er Texte von Jan Kochanowski. Im Jahre 1610 ging er zurück nach Polen und lebte fortan in Wąchock. Er wurde nach seinem Tod im Jahre 1614 in der Franziskaner-Kirche in Lemberg begraben und gilt als der „Vater der polnischen und tschechischen Genealogie“.

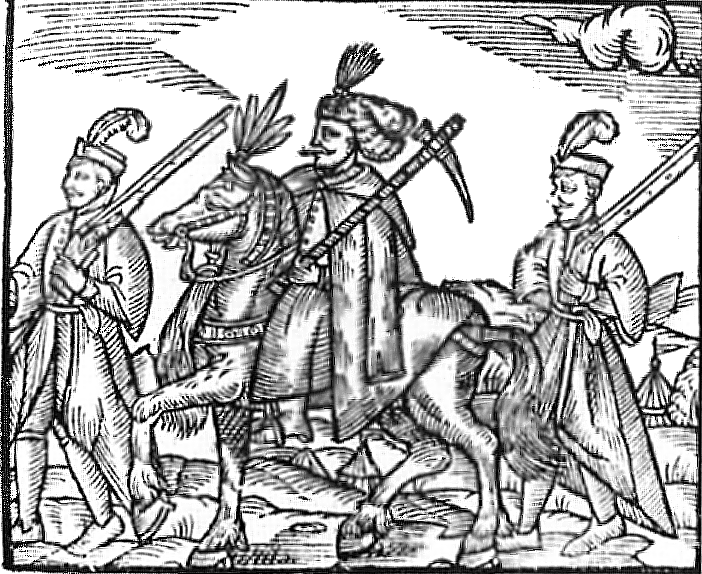
Illustration von Paprockis „Hetman“
In der Mitte befindet sich der Hetman

## Werke
- „Gniazdo Cnoty, zkąd herby Rycerstwa Polskiego swój początek mają“
(dt. Familientugenden, aus denen die Dichtungen der polnischen Ritter entstanden) 1578. Kraków
- „Krótki a prawdziwy wypis z jechania do ziemi Wołoskiej Iwana Wojewody, którego Podkową zowią“
(dt. Kurzer, aber wahrer Auszug über die Ankunft von Iwan Wojewoda in der Walachei, den man „Pferd-Schuh“ nannte) 1578. Kraków.
- „Hetman“ 1578
- „Wesele Bogiń“ (dt. Hochzeit der Göttin) 1581.
- "Herby Rycerstwa Polskiego"
(dt. Die heraldischen Wappen der polnischen Ritter) 1584. Kraków
- „Bartosza Paprockiego Dwie broszury polityczne z lat 1587 i 1588“
(dt. Bartosz Paprocki: Zwei politische Flugblätter von den Jahren 1587 und 1588)
- „Zrcadlo slavného Markrabí moravského“ (dt. Spiegel der Markgrafschaft Mähren) 1593.
- „Ogród królewski w którym krótko opisuje historye Cesarzów, Królow Polskich i Czeskich, arcyksiążąt Austryi, książąt Ruskich“
(dt. Königlicher Garten, in dem ich kurz über die Geschichte der Kaiser, polnischen und tschechischen Könige, der österreichischen Erzherzöge und der Russischen Herzöge schreibe) 1599. Praha
- „Nauka Rozmaitych Philozophow, około obierania żony ...“
(dt. Die Lehre von verschiedenen Philosophen über die Auswahl der Frau ...) 1602. Kraków.
- „Diadochus, tj. posloupnost knížat a králů českých, biskupů a arcibiskupů pražských a všech třech stavů slavného království českého, to jest panského, rytířského a městského“
(dt. Diadochus, das ist die Hierarchie der böhmischen Fürsten und Könige, Bischöfe und der Prager Erzbischöfe und alle drei Stände des berühmten tschechischen Königreichs, das sind die Herren, Ritter und Bürger) 1602. Praha.
- „Štambuch slezský“ (dt. Schlesisches Freundschaftsalbum) 1609.
- „Koło rycerskie“ (dt. Rittersammlung)
- „Nauka y przestrogi na rozne przypadki ludzkie ...“
 (dt. Unterricht und eine Warnung für andere Menschen ...)
- „O valce Turecké a jiné Přibéhy: vybor z Diadochu“
- „Panna, zenitba, zena ve staroceskie uprave polskych skladeb Reje z Naglovic“
- Paprotzkino enucleatus, oder, Kern und Auszug aus dem so genannten Mährischen Geschichtspiegel, welcher von I. Woditschka Böhmisch versetzet, und als ein deutsch MS. besorgt worden. Breslau und Leipzig 1730.
- „Herby rycerstwa polskiego“, Nakładem wydawnictwa bibl. polskiej, Kraków 1858–1860 (Digitalisat)